# Tões
Tões is een plaats (freguesia) in de Portugese gemeente Armamar en telt 195 inwoners (2001).